# Mellansveriges Akademiska Idrottsförbund
Mellansveriges Akademiska Idrottsförbund (MSAIF) är en underorganisation till Sveriges Akademiska Idrottsförbund. 
I MSAIF ingår idrottsföreningar från följande högskolor och universitet.
- Högskolan i Gävle
- Högskolan Dalarna (Falun och Borlänge)
- Mälardalens högskola (Västerås och Eskilstuna)
- Örebro universitet